# Albert III de Brandebourg
Pour les articles homonymes, voir Albert III.
Albert III, né vers 1250 et décédé entre le 19 novembre et le 4 décembre 1300, prince de la maison d'Ascanie, fut margrave de Brandebourg de 1267 à sa mort.

## Biographie
Albert est le troisième fils du margrave Othon III de Brandebourg et de Béatrice de Bohême (Božana en tchèque), la fille du roi Venceslas le Borgne. Il succède à la mort de son père en 1267, conjointement avec ses deux frères ainés Jean III (meurt en 1268) et Othon V, dit « le Long », résidaient à Salzwedel dans l'Altmark. Néanmoins, les politiques de la marche de Brandebourg furent dominées par leur cousin Othon IV, dit « à la Flèche ».
Albert était chargé de l'administration de l'ancienne seigneurie poméranienne de Stargard où il établit sa résidence. À la suite de la mort de ses deux fils, il a légué la seigneurie à son gendre Henri II de Mecklembourg. En 1280 Albert et Othon V s'adjoignent comme corégent leur jeune frère Othon VI, dit « le Petit ». 
En 1299, Albert III a fondé l'abbaye de Himmelpfort (coeli porta) près de Lychen, rattachée à l'ordre cistercien. Un an plus tard, il meurt sans descendance masculine et fut enterré dans l'abbaye de Lehnin. La branche-cadette de Brandebourg-Salzwedel s'éteignit en 1317, à la mort du margrave Jean V, le petit-fils d'Othon V.

## Union et postérité
Albert III épouse en 1269/1271 Matilda de Danemark (morte en 1299/1300), fille du roi Christophe Ier dont :
- Othon (mort en 1299/1300), sans postérité ;
- Jean (mort en 1298/1299), sans postérité ;
- Béatrice (en) (morte en 1314), héritière de Stargard, épouse Henri II de Mecklembourg ;
- Marguerite (vers 1273 – 1315), épouse Przemysl II, roi de Pologne, puis le duc Albert III de Saxe-Lauenbourg.

## Source
- Anthony Stokvis, Manuel d'histoire, de généalogie et de chronologie de tous les États du globe, depuis les temps les plus reculés jusqu'à nos jours, préf. H. F. Wijnman, Israël, 1966, volume III, chapitre VIII « Généalogie des Margraves de Brandebourg. Maison d'Ascanie » . Tableau généalogique no 7.